# Ophiusa demarginata
Ophiusa demarginata är en fjärilsart som beskrevs av Heydemann, Schulte och Adolf Remane 1963. Ophiusa demarginata ingår i släktet Ophiusa och familjen nattflyn. Inga underarter finns listade i Catalogue of Life.